# United Nations Correspondents Association
Die United Nations Correspondents Association ist die internationale Berufsorganisation der bei den Vereinten Nationen als Korrespondenten akkreditierten Journalisten.

## Geschichtliches
Die Interessenvertretung der Korrespondenten wurde 1948 in Lake Success auf Long Island im US-Bundesstaat New York gegründet. Sie trat die Nachfolge der Völkerbund-Journalisten-Vereinigung an.

## Kennzeichen
Die Vereinigung hat mehr als 200 Mitglieder aus rund fünfzig Nationen. Öffentlich in Erscheinung tritt sie in den Medien unter anderem mit der jährlichen Verleihung der UNCA-Excellenz-im-Journalismus-Auszeichnungen, die 1995 ihren Anfang nahmen.